# 알렉산드라 챈도
알렉산드라 챈도(Alexandra Chando, 1986년 7월 28일 ~ )는 미국의 배우이다.

## 출연 작품

### 텔레비전 출연
- 애즈 더 월드 턴즈 (2005-07, 2009-10)
- Glory Daze (2010)
- 더 라잉 게임 (2011-13)

### 영화 출연
- The Bleeding House (2011)
- Construction (2015)

### 영화 연출
- LPM, Likes Per Minute (2018) - 단편